# Centrale nucléaire de Paks
La centrale nucléaire de Paks (en hongrois : Paksi atomerőmű) est située dans la région centrale de la Hongrie, à 5 km de Paks et à 100 km au sud de la capitale Budapest. Elle comprend quatre réacteurs de type VVER, d'une puissance unitaire nette de 479 MW.
Le projet « Paks II », consistant à remplacer les réacteurs actuels par deux réacteurs VVER-1200, est en cours de finalisation ; la mise en service de ces nouveaux réacteurs est prévue en 2029 et 2030.

## Description
Il s'agit de l'unique centrale nucléaire construite en Hongrie. Elle comprend quatre réacteurs à eau pressurisée du type VVER-440/V213 de conception soviétique, d'une puissance unitaire nette de 479 MW qui font partie de la deuxième génération de réacteurs VVER.
Ces quatre réacteurs permettent de produire 46,7 % de l'électricité du pays en 2022. Leur durée de vie pourrait être prolongé de 20 ans , pour fonctionner jusqu'en 2052-2057
| Nom du réacteur | Modèle        | Puissance thermique (MWth) | Puissance brute(MWe) | Puissance nette (MWe) | Début de construction | Raccordement au réseau | Mise en service commerciale |
| --------------- | ------------- | -------------------------- | -------------------- | --------------------- | --------------------- | ---------------------- | --------------------------- |
| Paks-1          | VVER-440/V213 | 1485                       | 509                  | 479                   | 01.08.1974            | 28.12.1982             | 10.08.1983                  |
| Paks-2          | VVER-440/V213 | 1485                       | 506                  | 479                   | 01.08.1974            | 06.09.1984             | 14.11.1984                  |
| Paks-3          | VVER-440/V213 | 1485                       | 506                  | 479                   | 01.10.1979            | 28.09.1986             | 01.12.1986                  |
| Paks-4          | VVER-440/V213 | 1485                       | 506                  | 479                   | 01.10.1979            | 16.08.1987             | 01.11.1987                  |

## Projet d'extension Paks II
En 2009, alors que les quatre réacteurs atteignent 2 GWe, et que la Hongrie importe plus de 30 % de son électricité, l'Assemblée nationale hongroise demande à explorer l'idée d'une extension. 
En 2012, le projet devient prioritaire pour le gouvernement Orban.
Le 14 janvier 2014, un contrat est passé avec Rosatom pour la construction de deux réacteurs de 1 200 MW chacun d'ici 2023. Ce projet de 12 milliards d'euros sera financé par une ligne de crédit de l'État russe de 10 milliards d'euros sur 30 ans à faible taux d’intérêts.
En 2014, un sondage fut commandé au sujet de la légitimité d'un référendum. Le sondage, réalisé du 24 au 28 janvier 2014, affirmait que la majorité des Hongrois (59 %) sont favorables à un référendum au sujet du projet russe d'expansion de la centrale de Paks. Le parti vert hongrois a ensuite réclamé ce référendum.
Le 9 décembre 2014, la Russie et la Hongrie ont signé un nouvel accord sur la construction des deux nouveaux réacteurs. La Commission européenne ouvre fin 2015 une enquête approfondie afin de voir si ce projet, attribué sans appel d'offres et contesté par l'opposition, était viable économiquement et conforme aux règles européennes existantes en matière de concurrence.
Le 6 mars 2017, la Commission européenne donne son feu vert au projet russe d'extension de la centrale de Paks. En février, le président russe Vladimir Poutine s'était dit prêt à financer la construction de ces deux réacteurs à 100%. Le député écologiste hongrois Benedek Jávor s'est indigné contre un projet allant « clairement à l’encontre de la stratégie européenne de sécurité énergétique ».
Ces deux réacteurs sont destinés à remplacer les quatre réacteurs actuels de la centrale.
En novembre 2020, l'Autorité hongroise de régulation de l'énergie (MEKH) autorise la construction de deux tranches nucléaires du type VVER-1200 sur le site de Paks-II ; la MEKH a évalué la compatibilité de la centrale nucléaire en projet Paks II avec le réseau électrique hongrois et sa contribution à une sécurité d’approvisionnement durable. Le permis de construire définitif sera délivré au plus tard à l’automne 2021 par l’autorité hongroise de sûreté nucléaire (HAEA), chargée de contrôler le projet sous l’angle de la sûreté nucléaire. La Russie a accordé un prêt à taux variable qui pourra atteindre 10 milliards €, soit environ 80 % du financement total.
La mise en service des 2 nouvelles unités VVER de 1200 MW est prévue en 2029 et 2030.
Le 26 août 2022, le gouvernement hongrois officialise le démarrage « dans les prochaines semaines » de la construction de deux nouveaux réacteurs par l'entreprise russe Rosatom, après le feu vert de l'Autorité de régulation nationale hongroise.

## Incident en 2003
Un incident de niveau 3 (INES) s'est produit le 10 avril 2003 sur le réacteur n°2.
L'incident s'est produit lors d'une opération de décontamination chimique d'assemblages combustibles pendant un arrêt programmé du réacteur pour maintenance. À la fin de l'opération, des assemblages combustibles se sont avérés endommagés provoquant des rejets gazeux qui sont restés infiérieurs aux limites correspondantes.